# Corral de Piedra, Delstaten Mexiko
Corral de Piedra är en ort i Mexiko.   Den ligger i kommunen Tlatlaya och delstaten Mexiko, i den södra delen av landet, 150 km sydväst om huvudstaden Mexico City. Corral de Piedra ligger 1 005 meter över havet och antalet invånare är 268.
Terrängen runt Corral de Piedra är lite bergig. Runt Corral de Piedra är det ganska glesbefolkat, med 47 invånare per kvadratkilometer. Närmaste större samhälle är Santa Ana Zicatecoyan, 2,9 km öster om Corral de Piedra. I omgivningarna runt Corral de Piedra växer huvudsakligen savannskog.